# Barbican Centre
Barbican Centre är ett kulturcentrum i London i England. Det huserar utrymmen för scenkonsterna och är det största kulturcentrumet i Europa. Här framförs konserter, teater, filmvisning och konstutställningar och symfoniorkestrarna London Symphony Orchestra och BBC Symphony Orchestra har sin hemvist i Barbican Centre.
Här finns också musikhögskolan Guildhall School of Music & Drama, ett av Londons fem stadsbibliotek, specialiserat på musik och konst samt restauranger och konferensutrymmen.

## Historia
Komplexet finansierades, byggdes och sköts av City of London som en gåva till nationen. Barbican Centre hade en lång planeringstid och öppnade långt efter att den omgivande Barbican Estate stod klart. Det byggdes i ett område som bombades svårt under andra världskriget. 1955 lämnades de första förslagen på centret in och 1959 valdes förslaget av Chamberlin, Powell and Bon ut. 1960 blev Royal Shakespeare Company och London Symphony Orchestra engagerade i projektet. Det dröjde till 1971 innan byggarbetena startade. Komplexet invigdes av Storbritanniens drottning Elizabeth II 1982. 
Det byggdes i brutalistisk stil och utsågs till Londons fulaste byggnad 2003.  Det har också listats som ett område av arkitektoniskt intresse för "...its scale, its cohesion and the ambition of the project", ungefär för "...sin storlek, sammanhang och ambition".

## Salonger och andra utrymmen
- Barbican Hall: Konsertsal med plats 1 943 personer.
- Barbican Theatre: Teater med plats för 1 156 personer.
- The Pit: Flexibel teater med plats för 200 personer.
- Barbican Art Gallery: Galleri.
- The Curve: Galleri.
- Barbican Film: Biograf med 3 salonger med plats för 288, 156 och 156.
- Barbican Library: Stadsbibiotek, specialiserat på konst och musik.
- Restauranger: 3.
- Konferenssalar: 7.
- Utställningssalar: 2.

## Bilder

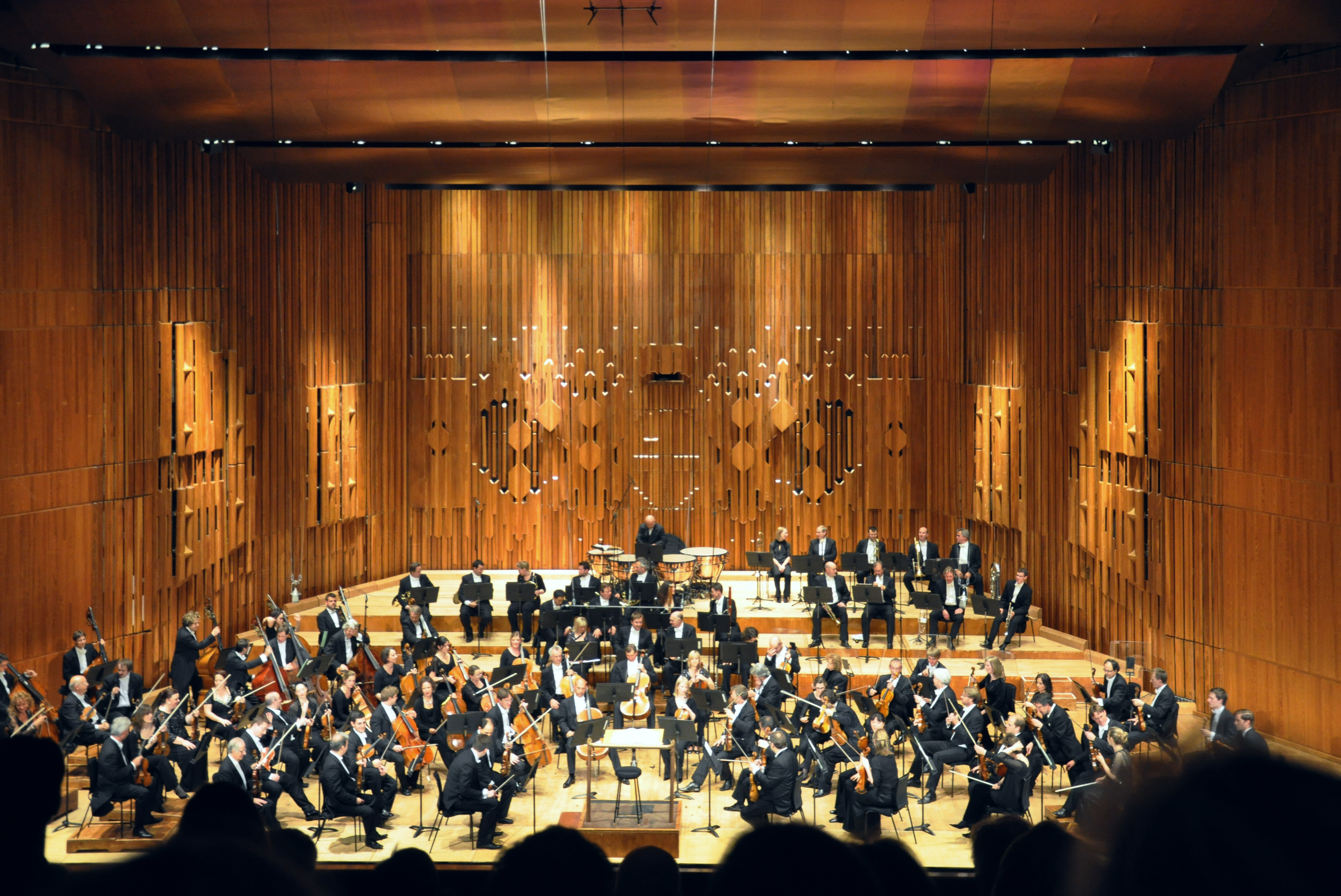
Barbican Hall.
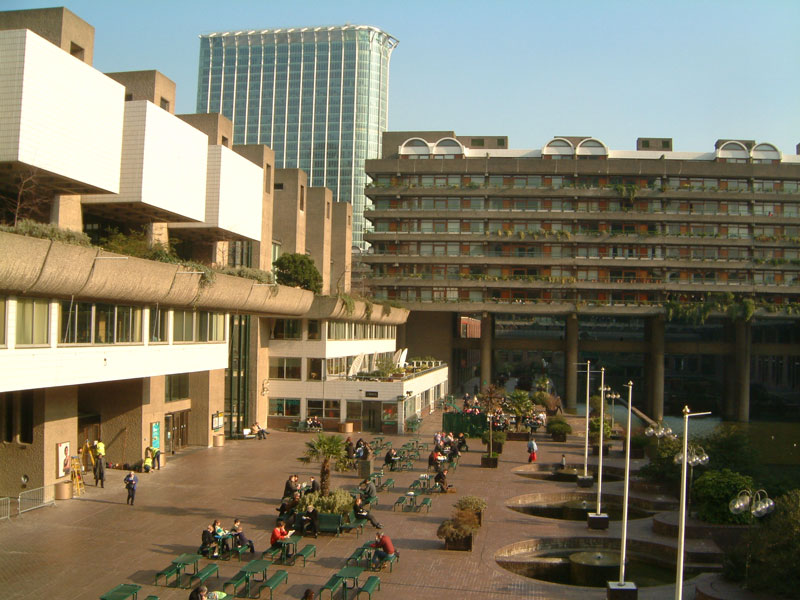
Damm utanför.
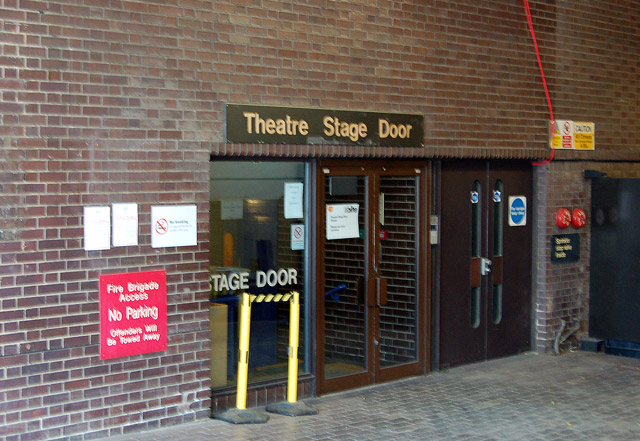
Sceningång.
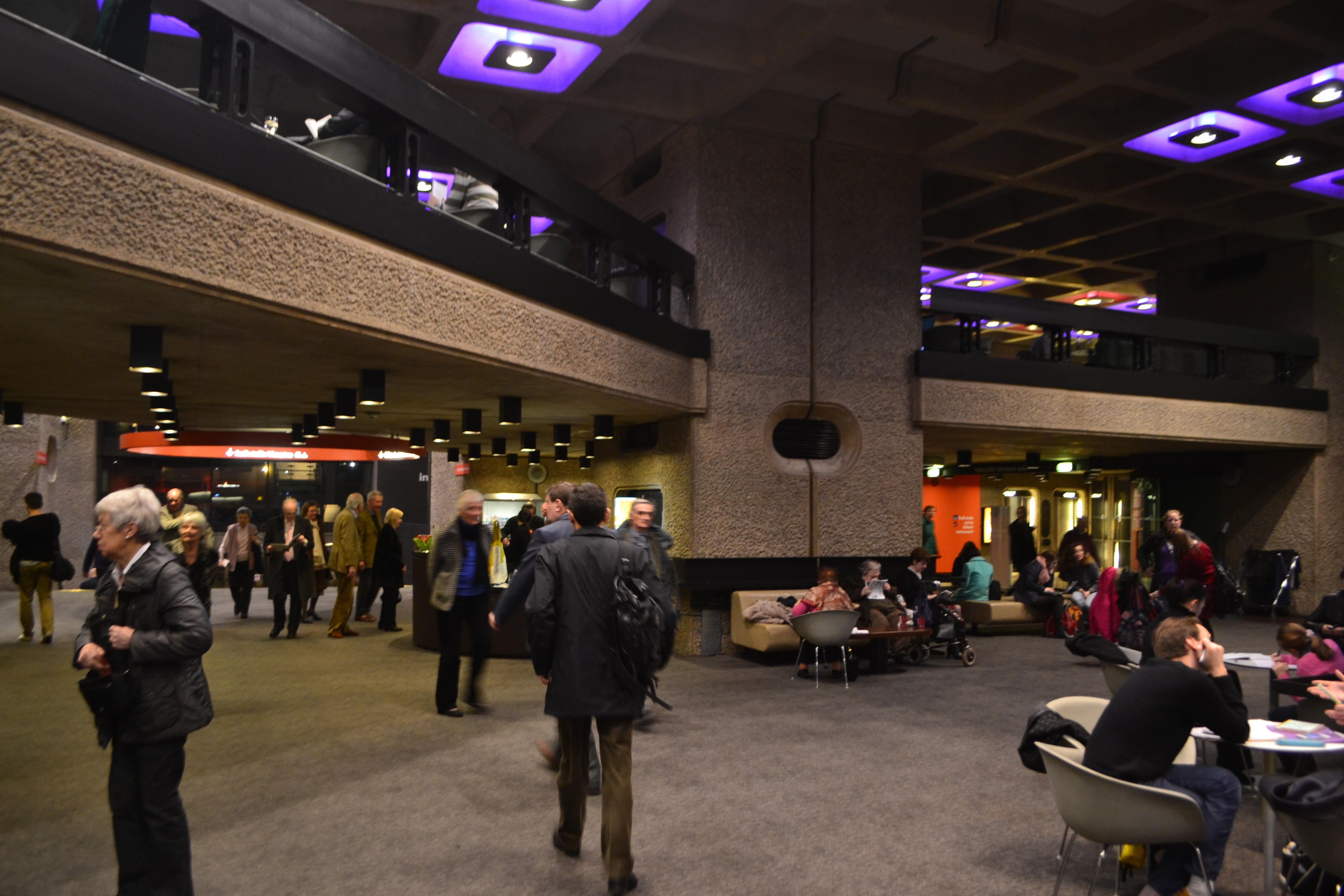
Foajé.
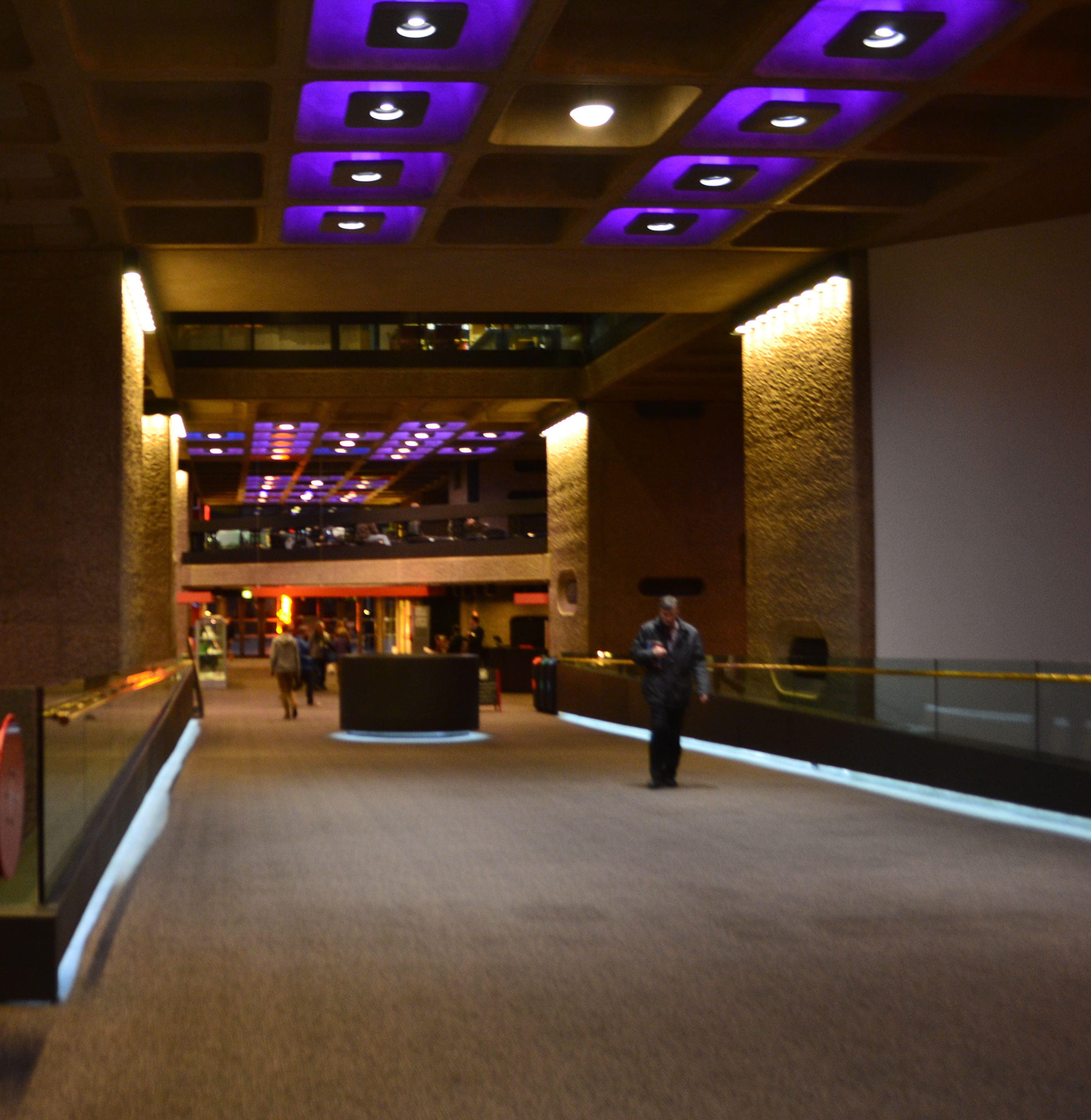
Interiör.
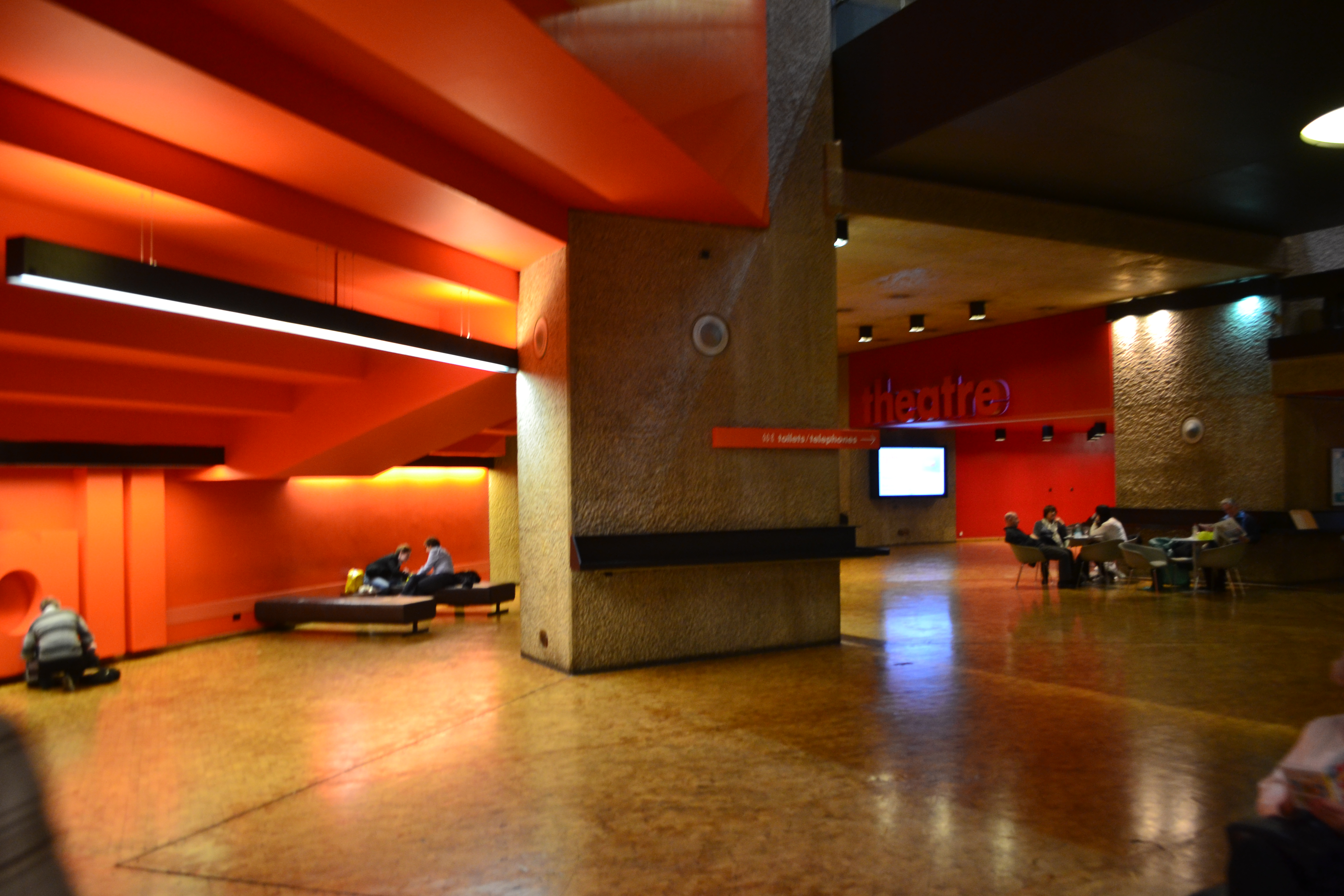
Entré.
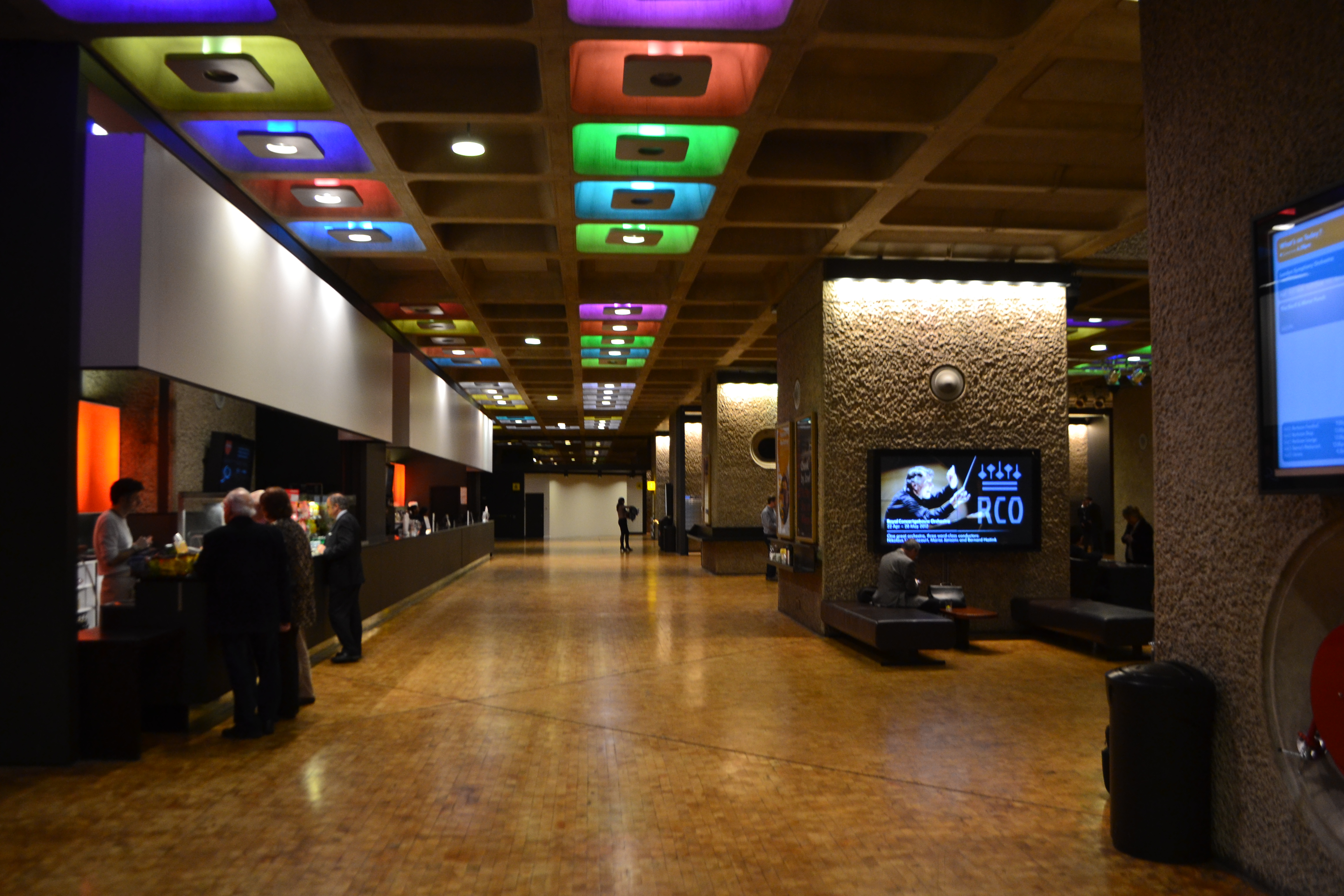
Innertaket.